# Bonanza (Arkansas)
Bonanza es una ciudad ubicada en el condado de Sebastian en el estado estadounidense de Arkansas. En el Censo de 2010 tenía una población de 575 habitantes y una densidad poblacional de 79,15 personas por km².

## Geografía
Bonanza se encuentra ubicada en las coordenadas 35°13′55″N 94°24′58″O / 35.23194, -94.41611. Según la Oficina del Censo de los Estados Unidos, Bonanza tiene una superficie total de 7.26 km², de la cual 7.22 km² corresponden a tierra firme y (0.68%) 0.05 km² es agua.

## Demografía
Según el censo de 2010, había 575 personas residiendo en Bonanza. La densidad de población era de 79,15 hab./km². De los 575 habitantes, Bonanza estaba compuesto por el 97.04% blancos, el 0% eran afroamericanos, el 1.74% eran amerindios, el 0% eran asiáticos, el 0% eran isleños del Pacífico, el 0.17% eran de otras razas y el 1.04% pertenecían a dos o más razas. Del total de la población el 2.26% eran hispanos o latinos de cualquier raza.